# Familia (Rome)
De familia (cf. Gr. oἶκoς) was de kern van de pre-urbane Romeinse samenleving. Een familia stond onder leiding van de pater familias die naar Romeins recht zijn patria potestas ("vaderlijk gezag") kon doen gelden voor de mater familias (zijn echtgenote), filii familias (zijn zonen), filiae familia (zijn dochters), nepotes ex filiorum (zijn kleinzonen via zijn zonen) en servi familias (zijn slaven). Hij had ius vitae necisque (recht op leven en dood), maar was moreel verplicht voor tuchtiging een familieraad bijeen te roepen. De censor had bovendien de bevoegdheid om patres familias die het te bont maakten, uit hun stand te zetten.
Verscheidene familiae vormden een gens, die gebaseerd was op banden met een gemeenschappelijke voorvader (reëel of fictief). De gens regelde de onderlinge relaties tussen de familiae van de gens.
Tot slot waren deze gentes opgenomen in drie tribus die onder leiding stonden van een tribunus. Deze drie tribus waren de Ramnes verbonden aan het Palatijn, de Tities verbonden aan de mons Esquilinus en de Luceres verbonden aan de mons Caelius. Elke tribus werd ingedeeld in tien curiae. Elk van deze curia stonden onder leiding van een curio.
De Romeinse familia is een gemeenschap van personen en goederen die geleid werd als een onderneming. Het was een aansprakelijkheidsstructuur waarbij de Pater familias de wettelijke vertegenwoordiger was. Naast het bijhouden van een dubbele boekhouding kon hij, mits het voldoen aan publiciteitsvereisten, goederen en personen vrij overdragen. Het is een anachronisme daar de christelijke familie in te projecteren, deze ontstond pas in de 12de eeuw na Christus.
Vanaf de 3de eeuw voor Christus kon ook een vrije vrouw (ingenua) het hoofd zijn van haar eigen familia.

## Verder lezen
- G. Long, art. Familia, in W. Smith, Dictionary of Greek and Roman Antiquities, Londen, 1875, pp. 519‑520.